# Bagan (Bagani járás)
Bagan (oroszul: Баган) falu Oroszország ázsiai részén, a Novoszibirszki területen; a Bagani járás székhelye.
Népessége: 5510 fő (a 2010. évi népszámláláskor).
Novoszibirszktől országúton 450 km-re délnyugatra, a Baraba-alföld déli részén, az azonos nevű kis folyó partján helyezkedik el. 1914-ben, a Tatarszk–Szlavgorod közötti vasútvonal állomásának építésekor keletkezett. 
Először 1946 és 1963 között volt, majd 1965 lett ismét járási székhely.